# Troféu Clarence S. Campbell

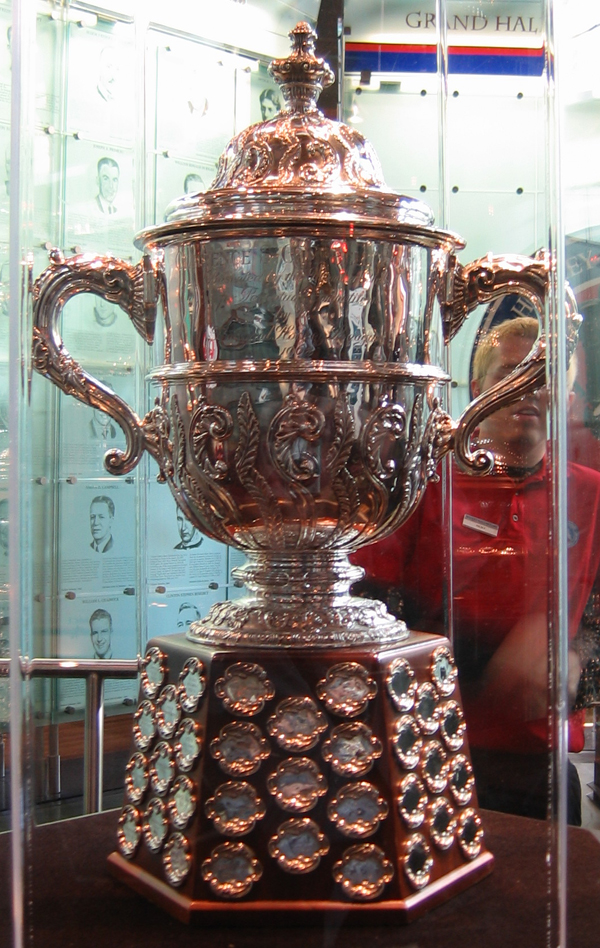
O Troféu Clarence S. Campbell dado ao vencedor da Conferência Oeste da NHL

Troféu Clarence S. Campbell (Clarence S. Campbell Bowl em inglês) é o troféu dado ao campeão da Conferência Oeste da NHL. Ele foi nomeado em homenagem a Clarence S. Campbell, Presidente da NHL de 1946 a 1977. O vencedor do Campbell enfrenta o ganhador do Troféu Prince of Wales na final da Copa Stanley.

## História
O troféu foi doado pelos clubes da NHL em 1968 em reconhecimento àquele que lhe dá nome, Clarence S. Campbell, presidente da NHL entre 1946 e 1977. O troféu foi dado inicialmente em 1967 ao vencedor da temporada regular da Divisão Oeste (Conferência Campbell, a partir de 1974). A partir de 1981, o troféu passou a ser dado ao vencedor dos playoffs da Conferência Campbell (Conferência Oeste após 1992-93).
Em 2021, devido a um formato diferente de pós-temporada, o Troféu Clarence S. Campbell foi para um time nominalmente da Conferência Leste, o Montreal Canadiens (que venceu um time do Oeste, o Vegas Golden Knights).

## Vencedores
Negrito indica títulos da Copa Stanley.
| Titulos | Equipe                 | Anos                                                                              |
| ------- | ---------------------- | --------------------------------------------------------------------------------- |
| 9       | Edmonton Oilers        | 1982-83, 1983-84, 1984-85, 1986-87, 1987-88, 1989-90, 2005-06, 2023-24, e 2024-25 |
| 8       | Chicago Blackhawks     | 1970-71, 1971-72, 1972-73, 1991-92, 2009-10, 2012-13 e 2014-15                    |
| 6       | Philadelphia Flyers    | 1967-68, 1973-74, 1974-75, 1975-76, 1976-77 e 1979-80                             |
| 6       | Detroit Red Wings      | 1994-95, 1996-97, 1997-98, 2001-02, 2007-08 e 2008-09                             |
| 4       | Minnesota/Dallas Stars | 1990-91, 1998-99, 1999-2000 e 2019-20                                             |
| 3       | Colorado Avalanche     | 1995-96, 2000-01 e 2021-22                                                        |
| 3       | St. Louis Blues        | 1968-69, 1969-70, e 2018-19                                                       |
| 3       | Los Angeles Kings      | 1992-93, 2011-12 e 2013-14                                                        |
| 3       | Vancouver Canucks      | 1981-82, 1993-94 e 2010-11                                                        |
| 3       | Calgary Flames         | 1985-86, 1988-89 e 2003-04                                                        |
| 3       | New York Islanders     | 1977-78, 1978-79 e 1980-81                                                        |
| 2       | Anaheim (Mighty) Ducks | 2002-03 e 2006-07                                                                 |
| 2       | Vegas Golden Knights   | 2017-18 e 2022-23                                                                 |
| 1       | Montreal Canadiens     | 2020-21                                                                           |
| 1       | Nashville Predators    | 2016-17                                                                           |
| 1       | San Jose Sharks        | 2015-16                                                                           |